# Иван Буљан
Иван Буљан (рођен 11. децембра 1949. године у селу Руновићи код Имотског) је бивши југословенски фудбалер и хрватски спортски менаџер. Био је члан репрезентације Југославије на Светском првенству 1974. године и Европском првенству 1976. године.

## Каријера
Каријеру је започео у Мрачају из Руновића, као одбрамбени играч, а 1967. године је прешао у Хајдук. 1975. године изабран је за најбољег играча Југославије у Вечерњем листу. 1977. године, када је напунио 28. година, прешао је у иностранство и придружио се немачком Хамбургеру са којима је дошао до финала Лиге шампиона 1979/80. године, где је клуб на крају изгубио од Нотингем Фореста. 1981. године придружио се Њујорк космосу, са којима је остварио успешну каријеру и одиграо је 36 утакмица у дресу репрезентације Југославије.
Од 2008. до 2009. године је био спортски директор у сплитском Хајдуку.

## Занимљивости
Средином 1970. године, Иван Буљан је на тренингу Хајдука повредио једног од најталентованијих играча генерације, Ивицу Матковића. Након те паузе, Матковић се никада није вратио као играч на фудбалски терен. Након што је повредио Матковића, Буљан се заклео да се неће бријати док се Матковић не врати. Неколико година је играо са великом брадом, коју је на крају обријао.